# Falcon 1
 Der er for få eller ingen kildehenvisninger i denne artikel, hvilket er et problem. Du kan hjælpe ved at angive troværdige kilder til de påstande, som fremføres i artiklen.

Falcon 1 er en delvist genanvendelig løfteraket til opsendelse af satellitter. Falcon 1 blev designet og bygget af rumfartsfirmaet SpaceX, der er grundlagt af Elon Musk, med det formål at tilbyde kommercielle opsendelser af satellitter.
Raketten har to trin, der begge bruger en kombination af flydende ilt og forfinet petroleum. Første trin får sin kraft fra en enkelt Merlin-raketmotor og andet trin bruger en Kestrel-motor.
Der har mellem 2006 og 2008 været fire testopsendelser af Falcon 1. De tre første testopsendelser fejlede helt eller delvist, mens den sidste testopsendelse succesfuldt kom i kredsløb. Falcon 1 overgik herefter til operationel status, hvor den første, og eneste, kommercielle opsendelse fandt sted i juli 2009.
Falcon 1 blev videreudviklet til Falcon 9, der har ni Merlin-motorer. Falcon 9 skal kunne bære en bemandet Crew Dragon-rumkapsel.
SpaceX har modtaget penge af NASA til at udvikle Falcon til COTS (Commercial Orbital Transportation Services). 